# Lavis
Pour l’article ayant un titre homophone, voir La Vie.
Pour les articles homonymes, voir Lavis (homonymie).
 (avril 2011).
Si vous disposez d'ouvrages ou d'articles de référence ou si vous connaissez des sites web de qualité traitant du thème abordé ici, merci de compléter l'article en donnant les références utiles à sa vérifiabilité et en les liant à la section « Notes et références ».

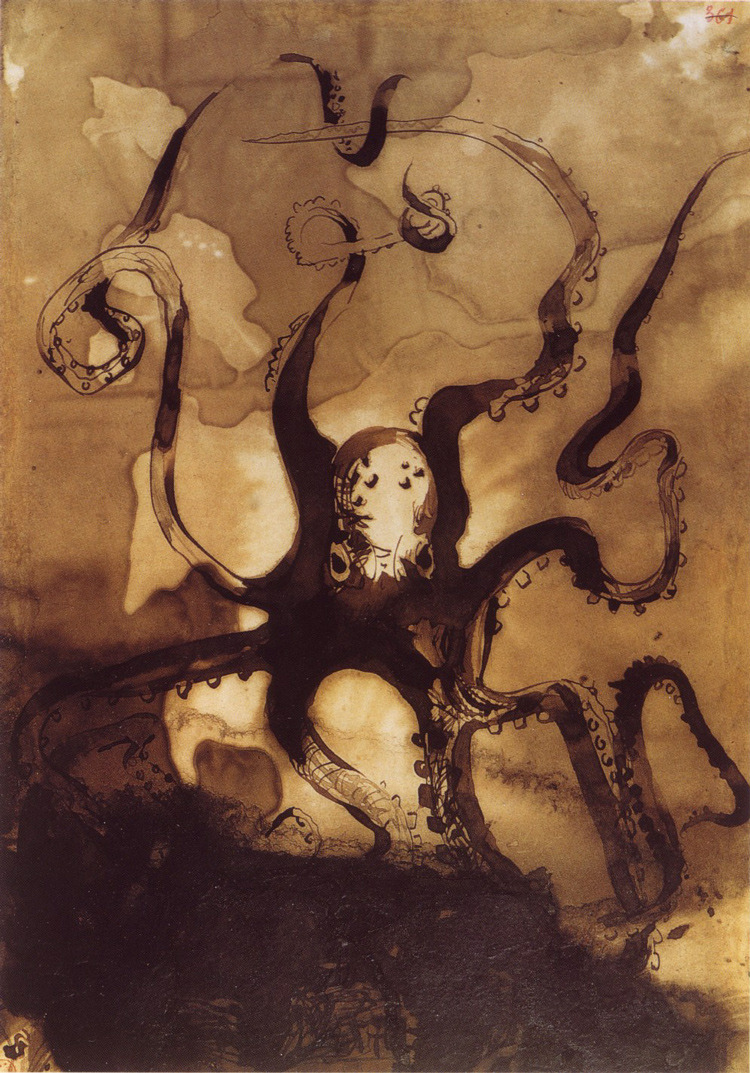
Le poète Victor Hugo était un amateur averti de la technique du lavis, comme le montre cette illustration contemporaine des Travailleurs de la mer.

Le lavis est une technique picturale consistant à n'utiliser qu'une seule couleur (à l'aquarelle ou à l'encre de Chine) qui sera diluée pour obtenir différentes intensités de couleur.
Les bâtons d'encre noire artisanaux par exemple offrent alors des nuances de couleurs monochromatiques en rapport avec le support. « Monochrome » à l'encre ne doit pas être entendu au sens d'un noir pur. Le blanc est obtenu par la blancheur du support ou parfois par réhaut de blanc (craie, gouache ou encre de Chine blanche par exemple). Les Chinois utilisent également des bâtons d'encre de Chine en différentes couleurs (rouge, jaune, vert, bleu, etc.).
Par extension on utilise le mot « lavis » pour désigner les œuvres réalisées avec cette technique (par exemple « lavis de Victor Hugo »). L'utilisation de l'encre naturelle de seiche ou sépia donne des tons brun clair caractéristiques des lavis anciens. Autre extension, « lavis » est utilisé pour désigner une façon de travailler une couleur très diluée par opposition à un travail plus dense, par exemple une aquarelle est constituée de lavis successifs rehaussés de détails.

## Méthodes
D'un point de vue pratique il y a plusieurs méthodes de lavis :
- diluer la couleur avant de l'utiliser ;
- détremper le papier puis poser une couleur qui va se diluer directement sur le papier ;
- poser la couleur sur le papier puis la retravailler avec un pinceau gorgé d'eau.

Les effets obtenus peuvent être très différents.
On distingue le lavis uniforme du lavis dégradé.

## Origines

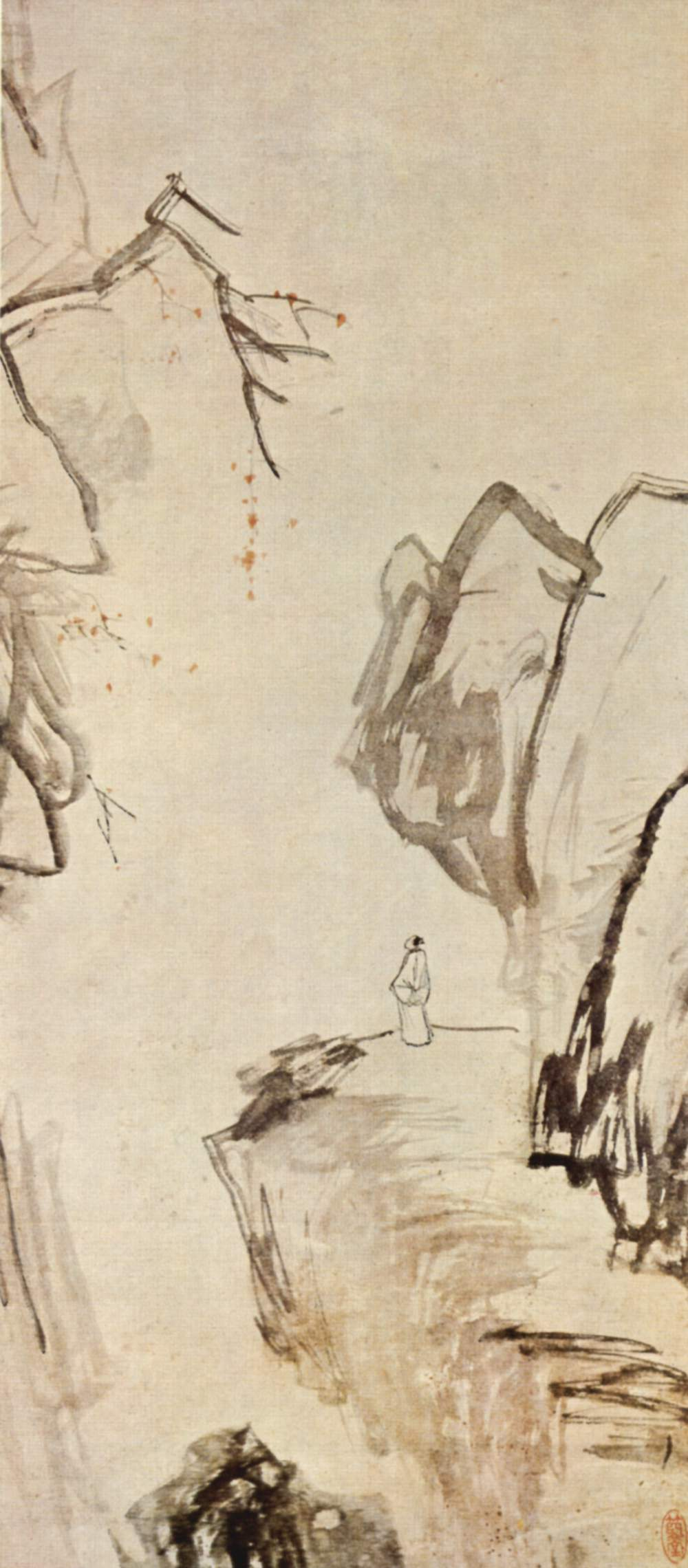
Lavis de Chang Feng, 1660.

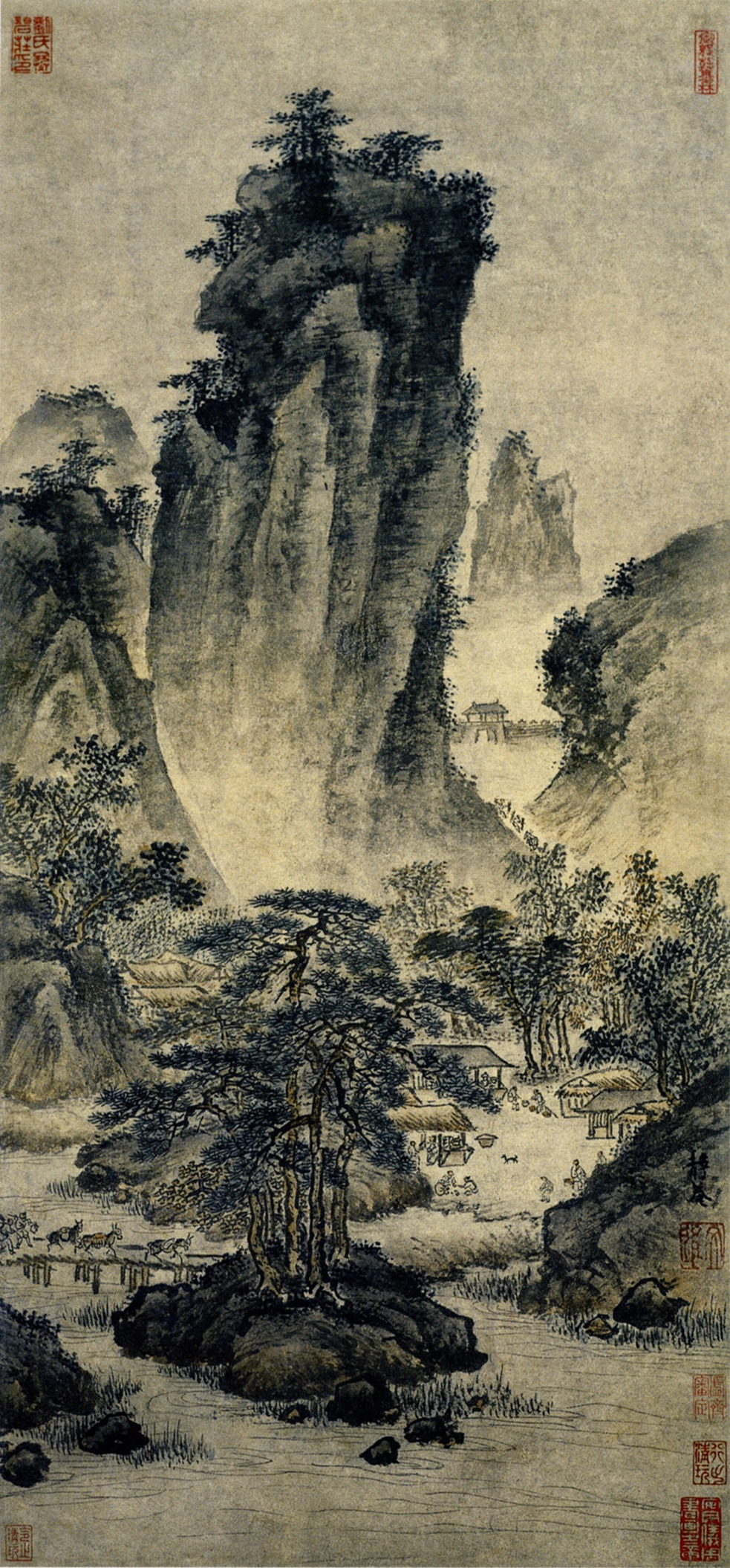
Voyage au travers des passes de montagnes (関山行旅圖) de Dai Jin (1388-1462.)

Cette technique provient de Chine (VIe siècle), dont les paysages sous la dynastie Song (960-1279) sont très réputés. Puis elle a longtemps été utilisée en Corée au Japon (Xe siècle) et au Viet Nam. La technique chinoise de peinture à l'encre noire et à l'eau appelée shui-mo hua (ch. trad. : 水墨畫 ; ch. simp. : 水墨画 ; py : shuǐmòhuà ; ko. : 수묵화 ; viet. : tranh thuỷ mặc ; romanisation révisée du coréen : sumug hwa, littéralement, « dessin ou peinture à l'eau (et) encre »), ce qui a été traduit par  sumi-e (墨絵, signifiant « dessin ou peinture à l'encre ») en japonais, art pictural dominant à l'époque de Muromachi (1336-1573), et désigne à la fois les peintures à l'encre sèche ou en lavis.
Le terme « encre de Chine » est devenu un terme usuel en France et on l'appelle encre indienne au Royaume-Uni. Cela ne doit pas faire oublier que les bâtons d'encres artisanaux fabriqués dans les différentes régions de Chine ou dans les pays avoisinants ou même dans un seul atelier ne sont pas composés de manière identique, de même que le papier, les pinceaux et les pierres à encre que l'on trouve dans un grand nombre de variétés. L'encre de Chine est traditionnellement présentée sous forme de bâton dur, noir ou de différentes couleurs, que l'artiste dilue dans de l'eau dans la pierre à encre, lui permettant de s'échauffer le poignet et le bras, tout en contrôlant ainsi la qualité du mélange liquide de base.
En Extrême-Orient, le trait jeté est le signe du souffle de la vie (ch. trad. : 氣 ; ch. simp. : 气 ; py : qì ; jap. : 氣/ki ; ko. : 기/gi ; viet. : khí), il est jeté avec vigueur sur la feuille suivant un flux naturel. Ce flux ne permet pas les repentirs, il laisse définitivement sa trace sur le papier, une notion de spontanéité est donc omniprésente et correspond aux caractéristiques du lavis. Ce raisonnement est certainement issu de la philosophie taoïste chinoise, imprégnant toutes les techniques et la culture d'Extrême-Orient. Au Japon, historiquement, il n'est pas possible de séparer la peinture classique monochrome de la spiritualité. C'est principalement le bouddhisme, et notamment le bouddhisme zen prenant sa source directement en Chine dans le bouddhisme Chan, qui inspire cet art, avec des maîtres comme Shūbun, Sesshū ou Josetsu. La peinture monochrome repose en Asie sur une profonde maîtrise de l'art du trait, acquise à la fois en calligraphie et en peinture, avec des techniques parfois très différentes, tandis que les peintres occidentaux de lavis cherchent davantage des jeux d'ombre et de lumière qui créent la forme, là où en Extrême-orient la forme est le trait. En outre, dans le bouddhisme, « la forme est le vide et le vide est la forme » (Sūtra du Cœur), rejoignant ainsi la pensée taoïste où le vide (无 / 無, wú) est une notion fondamentale de la philosophie.
« On pétrit de la terre glaise pour faire des vases. C'est de son vide que dépend l'usage des vases. On perce des portes et des fenêtres pour faire une maison. C'est de leur vide que dépend l'usage de la maison. C'est pourquoi l'utilité vient de l'être, l'usage naît du non-être. » La peinture monochrome classique ne peut pas être comprise en dehors de ces enseignements.
C'est seulement à partir de la Renaissance, que le lavis sera utilisé par les Européens.

## Utilisation
En Extrême-Orient, en plus d'être utilisé pour la réalisation de peintures souvent accompagnées d'un poème calligraphié, elle sert aussi aux arts décoratifs, notamment pour la réalisation d'éventails, de paravents et toutes sortes d'accessoires.
Le lavis est également utilisé dans l'illustration d'histoires (mythologie, scènes de batailles ou événements diplomatiques), d'abord sous une forme de rouleau (en chinois 卷轴, juànzhóu ou 卷轴, juànzhóu, en japonais : makimono (巻物) ou kakejiku (掛け軸)), puis sous forme de codex.
La peinture de paysages de montagne et d'eau (shanshui) de la Chine des Song, de Corée et du Japon sont les thèmes les plus connus en Occident du lavis de l'Asie de l'Est. Mais il existe aussi des thèmes de plantes de fleurs, d'insectes, d'oiseaux, de fruits de mer ou d'autres animaux, qui sont autant de forme d'exaltation de la nature.
Les lavis y sont généralement exécutés à l'aide d'un pinceau à lavis, mais parfois également au doigt et à l'ongle ou avec divers outils.
En Europe, l'utilisation du lavis chez les grands peintres classiques servira principalement d'outils pour étudier les clair-obscur. Le meilleur exemple est sûrement Rembrandt qui choisissait le lavis pour tous ses croquis ou encore Nicolas Poussin qui créait des petites maquettes avec personnages qui lui permettaient de choisir la lumière souhaitée puis d'immortaliser la scène à l'aide du lavis. Le lavis de bistre sera utilisé par Jean-Honoré Fragonard pour saisir sur le vif ce qu'il a sous les yeux : ici le lavis est un aboutissement technique, une évolution du graphisme vers plus de souplesse.
La difficulté principale du lavis, comme pour l'aquarelle, réside dans le fait qu'elle n'autorise pas de repentir. La recherche du juste équilibre entre des détails minutieux et d'épais traits vigoureux est une difficulté plus spécifique du lavis.